# Mortiis
Mortiis, egentligen Håvard Ellefsen, född 25 juli 1975 i Skien i Telemark, är en norsk black metal/ambient/industrial rock-musiker och frontfigur i bandet med samma namn.

## Biografi
Mortiis var tidigare basist i Emperor, men har sedan 1993 haft en framgångsrik karriär som soloartist. Hans kännetecken blev snabbt att han på skivomslag och på konserter hade på sig en mask, vilket brukar jämföras med ett troll med tillhörande lösöron. Masken slutade han använda efter att skivan Some Kind of Heroin släppts 2007. Mortiis har inte angett någon annan orsak än att han "visste att det var dags". 

## Medlemmar i bandet Mortiis
Nuvarande medlemmar
- Mortiis – keyboard, programmering (1992– ), sång (2001– )
- Levi Gawron (Levi Gawrock Trøite) – sologitarr, programmering (2003– ), basgitarr (2004– )
- Tim van Horn – trummor (2011, 2017– )

Tidigare medlemmar
- Leo Troy (Svein Tråserud) – trummor (2001–2007)
- Anund Grini – gitarr (2001–2002)
- Åsmund Sveinunggard – gitarr (2003–2005)
- Ogee (Åge Michael Trøite) – basgitarr (2005–2010), gitarr (2010–2011)
- Joe Letz – trummor (2008–2010)
- Chris Kling – trummor (2010–?)

Turnerande medlemmar
- Sarah Jezebel Deva (Sarah Jane Ferridge) – sång (1999)
- Pendragon (Jostein Thomassen) – gitarr (2003)
- Magnus Abelsen – gitarr (2005–?)
- Ogee – gitarr (2005)
- Chris Kling – trummor (2009–2010)
- Jerry Montano – basgitarr (2015)

Bidragande musiker (studio)
- Sarah Jezebel Deva – sång (1999)
- Kalle "Drunk Monk" Metz – sång (1999)
- Niklas Trané – akustisk gitarr (1999), basgitarr (2001)
- Martina Binder – sång (2001)
- Mika Lindberg – sång (2001)
- Raptor – sång (2001)
- Suvi-Tuulia Virtanen – sång (2001)
- Fredrik Bergström – percussion (2001)
- Alzahr – basgitarr (2001)
- Staffan Wieslander – cello (2001)
- Åsa Anveden – cello (2001)
- Cecilia Lindgren – violin (2001)
- Johanna Wetter – violin (2001)
- Chris A. (Christopher Amott) – gitarr (2001)
- Vegard "Iho" Blomberg – akustisk gitarr, keyboard, programmering (2004)
- Endre Tonnesen – gitarr (2004, 2016)
- Magnus Abelsen – basgitarr (2004)
- Joe Gibber – keyboard, programmering (2004)
- Stephan Groth – bakgrundssång (2004)
- Louise Marie Degnzman Pedersen – bakgrundssång (2004)
- Leo Troy – trummor (2010)

## Diskografi

### ERA 1
Demo
- 1993 – The Song of a Long Forgotten Ghost
- 1993 – Født til å herske

Studioalbum
- 1994 – Født til å herske
- 1995 – Ånden som gjorde opprør
- 1995 – Keiser av en dimensjon ukjent
- 1999 – The Stargate
- 2001 – The Smell of Rain
- 2004 – The Grudge
- 2007 – Some Kind of Heroin
- 2010 – Perfectly Defect
- 2016 – The Great Deceiver
- 2017 – The Great Corrupter
- 2017 – The Unraveling Mind
- 2018 – The Perfect Reject
- 2020 – Spirit of Rebellion

EP
- 1996 – En sirkel av kosmisk kaos
- 1996 – Ferden og kallet
- 1996 – I mørket drømmende
- 1996 – Stjernefødt
- 1996 – Vandrerens sang

Singlar
- 1995 – "Blood and Thunder"

Samlingsalbum
- 1996 – Crypt of The Wizard

### ERA 2
Studioalbum
- 2001 – The Smell of Rain
- 2001 – The Smell of Rain Remixes

### ERA 3
Studioalbum
- 2004 – The Grudge
- 2010 – Perfectly Defect

Livealbum
- 2010 – Mortiis (Live in London)

Singlar
- 2004 – "The Grudge" / "Decadent and Desperate"
- 2005 – "Decadent and Desperate"
- 2012 – "Vardøger"

Samlingsalbum
- 2007 – Some Kind of Heroin

Video
- 2005 – Soul in a Hole (DVD)

### ERA 0
Studioalbum
- 2016 – The Great Deceiver
- 2017 – The Unraveling Mind
- 2017 – The Great Corrupter
- 2018 – Keiser av en dimensjon ukjent
- 2018 – The Perfect Reject
- 2020 – Spirit of Rebellion

Singlar
- 2015 – "Doppelganger"
- 2016 – "The Shining Lamp of God"
- 2016 – "Demons Are Back"
- 2016 – "Geisteskrank"

Video
- 2016 – Draugr (digital)

## Andra projekt

### Vond
Vond var ett sidoprojekt av Mortiis. Vond spelade Dark ambient-musik.

#### Vonds diskografi
Studioalbum
- 1994 – Selvmord
- 1996 – The Dark River
- 1998 – Green Eyed Demon

Singlar
- 1993 – "Havard-Vond"

### Cintecele Diavolui
EP
- 1996 – The Devil's Songs

### Fata Morgana
Studioalbum
- 1995 – Fata Morgana

EP
- 1996 – Space Race